# Tamnougalt
Tamnougalt (pronúncia: tam-nugalte) é uma aldeia do sul de Marrocos, situada no vale do Drá, a cerca de 930 m de altitude, entre montanhas de 1 500 m do maciço de Kissane. Encontra-se a aproximadamente 95 km a sudeste de Ouarzazate e 6 km a leste de Agdz. Faz parte da província de Zagora e da região de Souss-Massa-Drâa. É conhecida principalmente pelo seu casbá (castelo) e pelo moussem Ellama, um festival religioso e cultural, que envolve todas as aldeias da região, que ocorre anualmente na primeira semana de outubro.
Antiga capital da região de Mezguita, que durante muito tempo funcionou praticamente como uma república autónoma, e residência de poderosos alcaides, o seu nome significa "ponto de encontro" em tachelhit (berbere). A área é  frequentemente descrita como a mais "dramática e extravagante" da região. Tamnougalt é o maior e mais antigo ksour (ou ksar, alcácer) de barro do vale do Drá ainda de pé.

## História
A história de Tammougalt está ligada com a do oásis de Mezguita, do qual foi a capital. Desconhece-se quando foi fundada. Possivelmente foi uma cidadela militar no período saadianos (séculos XVI e XVII). A sua importância política e social teve início no século XVIII, quando o Talebe Haçane foi nomeado alcaide pelo sultão alauita. Os descendentes de Talebe mantiveram-se à frente do governo do território, que se estendia até ao Dadès e ao Ksar Ait Hammou ou Saíde, até à independência de Marrocos. Em 1874 o alcaide de Mezguita foi expulso do território de Ouarzazate por um novo alcaide duma família de Telouet, Glaoua Mohammed Ibibt. Os Glaoua iriam ter um papel importante na região do Drá.
Em 1884, Charles de Foucauld visitou Tammougalt e observou que «era a capital do distrito, governada pelo um alcaide hereditário Abderramão ibne Haçane» e que era «habitado exclusivamente por Drauas, como todo o vale do Drá». Em 1907, Si Maomé, alcaide de Tamnougalt, ofereceu as suas tropas de Mezguita para apoiar Mulei Abdal Hafide contra o seu irmão na disputa do trono de Marrocos.